# Kaple svaté Barbory (Jáchymov)
Kaple svaté Barbory v Jáchymově byla postavena z peněz vybraných lezcem Josefem Florem.[zdroj?]

## Historie
Vysvěcení se konalo 4. prosince 1770. 29. března 1772 byly v Praze vysvěceny zvony ke cti sv. Jana, sv. Floriána a sv. Pavla. Roku 1809 byla na kapli postavena druhá věžička. Jedna byla za jáchymovské havíře, druhá za jáchymovské hutníky. Kaple původně stála v naproti Lázeňské budově. V jejím těsném sousedství byl postaven dům Astoria a těleso nové silnice. Kaple tak značně zapadala a navíc překážela vzrůstající dopravě v této části města (někdejší Unterthal). Proto byla v roce 1917 rozebrána a přenesena na své dnešní místo nad Kulturním domem.

## Popis
Obdélníková kaple se segmentově zakončeným presbytářem krytá šindelovou sedlovou střechou. Ta je zakončena dvěma šestibokými věžičkami. Vnitřní prostor kaple má rozměr 6 x 4 metru. Obdélný vchod má hladké rámování s uchy. Nad ním se nachází kasulovité okno a po stranách liché, mělké lizénové rámce. Vstupní průčelí je zakončeno římsou odděleným trojúhelníkovým štítem s polokruhově zakončenou nikou se středním klenákem a přesahující lavicí. Na bočních stěnách je vždy jedno polokruhovitě zakončené okno.